# مزمار (رقصة شعبية)
المزمار؛ لعبة شعبية من تراث منطقة الحجاز في السعودية، وهي شكل من أشكال التعبير الثقافي، تم تسجيلها عام 2016 في قائمة التراث الثقافي غير المادي في منظمة الأمم المتحدة للتربية والعلم والثقافة (اليونسكو)، وتؤدى العبة في المناسبات الوطنية والأفراح والأعياد.

## تعريف المزمار
يُعرف المزمار في اللغة العربية بأنه آلة من خشب أو معدن، بها ثقوب للأصابع، ولها مفاتيح، تنتهي قصبتها ببوق صغير، يُنفخ فيها فتحدث صوتًا.

## أدواتها
رقصة المزمار لعب شعبي، يقام في الحجاز، وهو من الموروثات الشعبية، يلعبه الرجال الكبار والشباب بحركات بدنية ووقع خاص من تحريك رجل ولف عصا باليد على الإيقاعات، حيث تتكون عدة المزمار من: علبة ونقرزان ومرجف ومرد. العلبة تكون مثل الدف إلا إنها أكبر منه، والنقرزان عبارة عن زير صغير مجوف ومغطى من الجهتين بالجلد يضرب عليه بعيدان ذات حجم صغير، أما المرجف فهو شبيه العلبة في الشكل إلا أن صوت العلبة طنين والمرجف رخيم، أما المرد أو المرواس هو مثل البرميل الصغير ووظيفته الرد على النقرزان، كل هذه الأدوات تصنع من جلود الدواب، بالنسبة للعصا التي يديرونها بأيديهم فهي من الأشجار القوية وطولها نحو متر ونصف وتسمى بأسماء كثيرة منها: الشون والعود والمطرق والعرق. للمزمار قوانين وترتيب وآداب صارمة.

## الوصف
ينصب المزمار عادة في المناسبات البهيجة وهي لعبة شبيهة إلى حد ما بلعبة التحطيب التي يلعبها سكان صعيد مصر مع اختلاف قواعد اللعبة والايقاعات. ويلعب المزمار عادة مساء حيث توقد النار من الحطب أو الخشب ويتحلق حولها اللاعبون ويرقصون رقصات ثنائية رجولية بديعة على أنغام «العدة» التي تتكون من مجموعة من الطبال من الجلد الطبيعي المشدود وهي عبارة عن «النقرزان» الذي يقرع بخشبتين صغيرتين و«الطار» و«المرد» وهما يقرعان بأصابع وأكف اليدين وعادة ما يقف أمام صف اللاعبين أحد كبار الحارة ويقول «الزومال» أي المغني وقائد كل فريق يردد بعض الأهازيج ذات معنى ومدلول يرمز إلى الخصال الحميدة والترحيب والتفاخر وغيرها من أهازيج الفروسية ويردد خلفه المشاركون تلك الأهازيج بينما ينزل للعب أو الرقص شخصان ثم يتبعهما آخران بطريقة منظمة وهكذا فيما بيد كل لاعب «الشون» وهو عبارة عن عصا تسمى أيضا «النبوت» أو «العود» أو «الشومة» وهي تجلب عادة من مصر من شجرة «النارنج» وشجرة «السنط» وشجرة «الشوم» ويهتم كل لاعب بشونه الذي يقتنيه ويعرفه من بين بقية الآشوان الأخرى فهو يسقيه في الزيت ويدهنه بالشحم ويضع بعضهم في طرفه «جلبة» وهي عبارة عن قطعة صغيرة من الجلد الطبيعي المقوى أو من النحاس وكثيرا ما تستحث لعبة المزمار اللاعبين على الجسارة والإقدام ويحاول عادة شيخ الحارة وكبارها ضبط اللعب خشية حدوث مواجهات بين اللاعبين خاصة في حالة قدوم شباب من حارة أخرى للمشاركة في اللعب حيث يقفون في صف منفصل فإذا كان مرحبا بهم يردد أصحاب الأرض «الحارة» أهازيج الترحيب «حبا حبا باللي جاء يا مرحبا» أما إذا كانوا خصوما فيعتبر قدومهم نوعا من التحدي والاستفزاز ينتفض له أبناء الحارة ويبدون في ترديد زومال يحمل في عباراته معنى التحدي كأن يقول «وحطبنا من درب السبل وحطبنا من درب السبل»، وقد اشتهر في لعبة المزمار بجدة بعض الرجال الذين يطلق عليهم «مطاليق» واللاعب الشجاع البارع يدعى «مشكل». من أشهر أهازيج المزمار أهزوجة «السنبلان» و«صلوا على احمد نبينا» ومن أشهر مؤديي الأهازيج المسجلة الفنان «ذياب المحمادي».

## قوانين اللعبة
- إذا تكرر دخول شخصان الميدان، وكان هناك شخصان يلعبان في الميدان لم ينتهيا من لفتهم (جوش) في اللعب، فأن ذلك يعتبر تعدي على قوانين اللعبة، وفيه استفزاز وإهانة كبيرة وتحدي قوي للشخصين الاولان في الميدان. فأن اللعب سيتحول الي مشاجرة (غشنة) عنيفة.

## خلاف في أصل المزمار
هناك رأي يذهب إلى أن المزمار تراث أفريقي في الأصل، ويعد هذا الخلاف انعكاسًا للخلاف بين سكان الحجاز الأصليين وبين من وفدوا إليها واستقروا فيها، فيما يُحسب فن المزمار على الفنون الحجازية، قال إدريس الدريس «فن المزمار محسوب على الحجاز حتى لو احتج البعض أنه ليس من الفنون الأصيلة لكن مضت مئات السنين على وجوده هناك»، وقال عبده عبد الصمد، وهو عمدة وخبير بالتراث الحجازي «إن أصل فلكلور المزمار حجازي بحت»، وقال أيضاً «كون هذا الفن له أصول أو امتداد جغرافي قد يصل للدول الأفريقية فهذا لا يلغي أنه موروث حجازي عريق وله سمات واضحة ومحددة، فهي لعبة شبيهة إلى حد ما بلعبة التحطيب التي يلعبها سكان صعيد مصر مع اختلاف قواعد اللعبة والإيقاعات».

## تراث عالمي

التراث الثقافي غير المادي

أدرجت منظمة الأمم المتحدة للتربية والعلم والثقافة اليونسكو يوم الخميس 2 ديسمبر 2016 رقصة المزمار السعودية ضمن قائمة اليونسكو التمثيليَّة للتراث الثقافي غير المادي للبشريَّة، وجاء تعريف المنظمة: «رقصة المزمار تعد من الرقصات التقليديَّة في منطقة الحجاز في المملكة العربية السعودية، وعادة ما تمارس لإحياء المناسبات العائلية أو الاحتفالات الوطنية. وتجري هذه الرقصة بمشاركة نحو 100 رجل مصطفين في صفين مقابل بعضهما البعض ويصفقون ويرددون أغاني عن البطولة والحب. ويرقص رجلان بالعصي في وسط ساحة الرقص على إيقاع الطبول لفترة محدّدة ثم يفسحون المجال لغيرهما وهكذا. ويتم تناقل هذه الرقصة في فرق الفنون المسرحية ومراكز التراث. وتعد هذه الرقصة رمزاً من رموز هويّة المجتمع وجزء من تاريخه المشترك».